# 2246 Bowell
2246 Bowell је астероид са пречником од приближно 44,21 .
Афел астероида је на удаљености од 4,311 астрономских јединица (АЈ) од Сунца, а перихел на 3,586 АЈ.
Ексцентрицитет орбите износи 0,091, инклинација (нагиб) орбите у односу на раван еклиптике 6,496 степени, а орбитални период износи 2866,219 дана (7,847 година).
Апсолутна магнитуда астероида је 10,56 а геометријски албедо 0,054.
Астероид је откривен 14. децембра 1979. године.